# 원동항 (완도군)
원동항은 전라남도 완도군 군외면 원동리에 있는 어항이다. 지방어항으로 지정하여 관리하고 있다. 시설관리자는 완도군수이다.

## 어항 시설
- 선착장(2) 150m

## 어항 구역
본 항의 어항구역은 다음과 같다.
- 완도군 군외면 원동리 곶이부분 (X:99,843.262, Y:167,680.775)에서 W22°N 방향으로 200.0m(X:99,918.483, Y:167,495.460)에서 S22°W 방향으로 720.0m(X:99,251.346, Y:167,224.666)에서 W22°S 방향으로 158.3m(X:99,191.779, Y:167,371.419) 해안선 그은 선내 공유수면

## 개발 계획
- 2009년 7월 27일 고시된 원동항 개발계획(개략공사비: 72억원)은 다음과 같다.[1]
  - 접안시설: 물양장(120m), 여객선 선착장(25m)
  - 호안: 직립식(45m), 계단식(40m)
  - 소형 마리나 부두: 직립식 호안(60m), 계단식 호안(30m), 부잔교시설(1식)
  - 공통시설: 배후지조성(11,720m2), 준설(7,260m3)
  - 기존 구조물 보강(147.5m)

## 주요 어종
- 도미, 낙지